# Endochilus styx
Endochilus styx – gatunek chrząszcza z rodziny biedronkowatych i podrodziny Coccinellinae.
Gatunek ten został opisany w 1911 roku przez Alberta Sicarda.
Chrząszcz o ciele długości od 2,89 do 3 mm. Głowa czarna z ciemnobrązowymi do czarniawych czułkami i wargą górną. Przednia krawędź nadustka pośrodku słabo łukowata. Przedpelcze czarne, umiarkowanie szeroko obrzeżone. Obrzeżenia całkiem czarnych pokryw umiarkowanie szerokie.. Prącie o prawie spiczastym, lekko zgiętym wierzchołku.
Gatunek afrotropikalny, znany tylko z Wyspy Książęcej.